# Дули, Дерек (футболист)
Дерек Дули MBE (англ. Derek Dooley; 13 декабря 1929 — 5 марта 2008) — английский футболист, футбольный тренер и функционер. На протяжении большей части своей жизни он жил в Шеффилде, занимая разные должности в командах «Шеффилд Уэнсдей» и «Шеффилд Юнайтед». Свою игровую карьеру он начал в Футбольной лиге в 1946 году, сыграв два матча за «Линкольн Сити». С 1947 по 1953 годы играл за «Шеффилд Уэнсдей» и был его ключевым нападающим, отличившись 62 раза за 61 встречу в чемпионате Англии и ещё один раз в двух матчах Кубка Англии. Игровую карьеру он завершил после того, как получил серьёзный перелом правой ноги, сопряжённый с гангреной и последующей ампутацией пострадавшей ноги.

## Ранние годы
Родился 13 декабря 1929 года в деревне Питсмур (ныне район Шеффилда). Родители — Артур и Дженни (Джинни) Дули — рабочие фабрики, также у Дерека был старший брат Алан. Отец, работавший сталеваром, в своё время находился на просмотре в футбольной команде «Брэдфорд Сити», однако из-за занятости на работе так и не заключил соглашение с командой.
Дерек учился в католической школе Святой Екатерины (англ. St. Catherine's RC School) и школе Оулер Лэйн (англ. Owler Lane School). В возрасте 14 лет он ушёл из школы, сдав нужные экзамены и устроившись на работу на завод по производству слуховых аппаратов, а позже стал игроком команды отделения YMCA в Шеффилде: согласно интервью 1968 года в радиопередаче BBC «Есть что рассказать» (англ. A Story To Tell), для Дерека выступление в профессиональной футбольной команде было мечтой. Тренер шеффилдской команды YMCA намеревался разместить Дули в центре полузащиты, однако Дерек настоял на том, что будет играть на позиции центрального нападающего. В возрасте 19 лет он был подписан клубом «Линкольн Сити».

## Игровая карьера
За команду «Линкольн Сити» Дули сыграл два матча в сезоне 1946/1947, выступая с командой в Третьем Северном дивизионе. По окончании сезона ему предложили контракт, давший полупрофессиональный статус Дереку, однако он отказался от предложения «Линкольна», пытаясь помочь команде Шеффилда и Хэлламшира выйти в финал чемпионата Северных графств Великобритании. На него обратил внимание скаут клуба «Шеффилд Уэнсдей» Томми Уокер, а после состоялась встреча Дули с тренером клуба Эриком Тейлором. Несмотря на попытки «Вулверхэмптон Уондерерс» перехватить игрока, Дули подписал контракт с «Шеффилдом Уэнсдей».
За четыре года выступлений Дули провёл 38 игр в третьей команде «Уэнсдей» в Йоркширской лиге, забив 55 голов; во втором составе он сыграл 49 матчей, отличившись 37 раз в рамках первенства Центральной лиги Англии, в том числе оформил двойной покер (8 мячей). Дебют Дули за основной состав «Уэнсдей» состоялся 11 марта 1950 года в домашнем матче против «Престона»; в этом сезоне, как и в сезоне 1950/1951, он сыграл всего по одной команде. В течение следующего года Дули служил в королевских ВВС.
Сезон 1950/1951, проведённый в Первом дивизионе Футбольной лиги, стал для «сов» провальным: они вылетели во Второй дивизион вместо «Челси» из-за худшей разницы забитых и пропущенных мячей, а в сезоне 1951/1952 в первых девяти турах одержали всего три победы. После возвращения Дули из армии он вышел на матч против «Барнсли», забив два гола и принеся своему клубу победу 2:1. В следующих трёх матчах он отличился только один раз, однако с ноября месяца стал забивать намного чаще, став одним из наиболее результативных форвардов в истории «Уэнсдей». В течение 9 матчей подряд он забил 22 гола, а за первый полноценный сезон 1951/1952 он забил всего 46 голов, превзойдя поставленный 25 лет тому назад Джимми Троттером рекорд в 37 мячей (рекорд не побит по настоящий день), принеся команде победу во Втором дивизионе Футбольной лиги и выход в Первый дивизион.
В неделю Дули зарабатывал всего 10 фунтов, а на матчи он добирался автобусом или трамваем, нередко приезжая на стадион вместе с болельщиками в одном трамвае. Перед одним матчем на Рождество против «Ноттингем Форест» он не дождался трамвая и вынужден был добираться пешком из парка Фёрт до стадиона «Хиллсборо».

### Статистика выступлений за «Шеффилд»
Данные по сыгранным встречам в чемпионате и кубке Англии
| Сезон            | Чемпионат | Чемпионат | Кубок | Кубок | Всего | Всего |
| Сезон            | Игры      | Голы      | Игры  | Голы  | Игры  | Голы  |
| ---------------- | --------- | --------- | ----- | ----- | ----- | ----- |
| 1949/1950        | 1         | 0         | 0     | 0     | 1     | 0     |
| 1950/1951        | 1         | 0         | 0     | 0     | 1     | 0     |
| 1951/1952        | 30        | 46        | 1     | 1     | 31    | 47    |
| 1952/1953        | 29        | 16        | 1     | 0     | 30    | 16    |
| Итого за карьеру | 61        | 62        | 2     | 1     | 63    | 63    |

## Вынужденное завершение карьеры
В сезоне 1952/1953 после слабого начала выступлений в Первом дивизионе Дули всё же вышел на пик формы, отличившись в 24 играх 16 раз и даже получив вызов в сборную Англии. Однако 14 февраля 1953 года его игровая карьера была прервана серьёзнейшей травмой: во время игры против «Престона» в Дипдейле Дули, принимая длинный пас от Альберта Куиксолла, столкнулся с вратарём противника Джорджем Томпсоном и получил двойной перелом правой ноги — большой и малой берцовых костей.
Дули готовился к выписке и долгому восстановлению, когда к нему подошла медсестра, которой он предложил дать автограф. Медсестра, в шутку решив пощекотать его стопу, обнаружила, что Дули ничего не чувствовал в момент прикосновения к стопе и не шевелил пальцами. Врачи, сняв гипсовую повязку, обнаружили небольшую царапину на ноге, куда проникла инфекция — Дули получил эту царапину по ходу встречи. Появилась гангрена, и для спасения жизни игрока было принято решение ампутировать правую ногу целиком, установив ему протез. Ходили слухи, что в рану попал химикат, с помощью которого не то наносили разметку на поле, не то защищали его от заморозков, и за сутки последствия этой царапины привели к появлению гангрены.

## Тренерская карьера
После инцидента в матче против «Престона» команда «Шеффилд Уэнсдей» провела в 1955 году благотворительный матч против сборной мировых звёзд, который собрал 55 тысяч человек: от продажи билетов было собрано 7500 фунтов стерлингов, ещё 2700 передали руководители местной прессы и ещё 15 тысяч — специальный фонд. На собранные средства Дули переехал в дом в Нортоне, однако не хотел расставаться с клубом и утверждал, что готов работать даже «угловым флажком». Два года он работал журналистом Daily Mirror, потом восемь лет трудился в пекарне «Ганстоун» на разных должностях (от телефониста до помощника менеджера по продажам), совмещая свою основную работу с должностью тренера при молодёжном составе клуба. В 1961 году он снялся в документальном сериале «Это ваша жизнь».
С 1962 года Дули руководил фондом развития молодёжной команды при клубе, куда его пригласил Эрик Тейлор. В январе 1971 года он стал тренером клуба «Шеффилд Уэнсдей», когда команда находилась в нижней части турнирной таблицы Второго дивизиона и уже успела вылететь из Кубка Англии. Из оставшихся 16 матчей команда выиграла всего 3, набрав 11 очков и заняв 15-е место. В следующем сезоне 1971/1972 команда заняла 14-е место, а в сезоне 1972/1973 поднялась на 10-е место, хотя в какой-то момент лидировала в дивизионе. Лучшим матчем для команды в сезоне стала победа над «Кристал Пэлас» из Первого дивизиона. Начало сезона 1973/1974 для клуба было неудачным: с сентября по ноябрь из-за вирусной инфекции сразу 16 игроков выбыли из строя, а в начале декабря после отставки президента и вице-президента клуба изменился совет директоров, который добился увольнения Дули 24 декабря 1973 года, несмотря на улучшение положения команды в таблице. В течение следующих 19 лет Дули не появлялся на стадионе «Хиллсборо», не простив своего увольнения.
После увольнения из «Уэнсдей» Дули стал руководителем отдела связей с общественностью в одной из компаний Лидса, а в ноябре 1974 года принял предложение от «Шеффилд Юнайтед» занять должность менеджера по коммерции. С работой Дули связан выход клуба в Первый дивизион Футбольной лиги по итогам сезона 1989/1990. Дули занимал множество позиций: в 1981 году он стал членом совета директоров команды, а позже стал и президентом клуба «Шеффилд Юнайтед» и даже основал клуб болельщиков «Сеньор Блейдс» (англ. Senior Blades Club) с Джорджем Маккейбом.

## Последние годы жизни
В 1992 году Дули впервые за 19 лет вернулся на стадион «Хиллсборо» как зритель, чтобы посмотреть матч между клубами «Шеффилд Юнайтед» и «Шеффилд Уэнсдей»: он удостоился овации от фанатов обеих команд. Позже Дули говорил, что стал единственным шеффилдцем, которому благоволили фанаты обеих шеффилдских команд. В 1993 году он стал почётным гражданином Шеффилда. В канун Нового 2003 года он был удостоен ордена Британской империи степени члена «за заслуги в футболе». Также ему присвоили звание почётного доктора Шеффилдского университета Хэллама, а 4 декабря 2007 года звезда с его именем появилась на Аллее славы Шеффилда.
В 1996 году он покинул исполнительного директора клуба болельщиков «Шеффилд Юнайтед», вернувшись в 1999 году на пост президента. К тому моменту команда находилась в самом низу Чемпионшипа, а общие долги клуба составили 4 миллиона фунтов стерлингов. Усилиями Дули команда сумела вернуться в Премьер-Лигу после 12 лет отсутствия, а в апреле 2006 года, пока клуб отмечал свой выход в Премьер-лигу, Дули покинул пост президента, став вице-президентом команды.

## Семья
В июне 1952 года Дерек женился на 23-летней девушке по имени Сильвия, с которой венчался в церкви Святого Томаса в Уинкобэнке. В браке родились сын Мартин и дочь Сьюзен. Сильвия поддерживала мужа после происшествия в матче против «Престона» и вынужденного завершения игровой карьеры, причём после увольнения мужа из «Шеффилд Уэнсдей» она зареклась посещать домашние матчи этого клуба, став болельщицей «Шеффилд Юнайтед» и посещая матчи и после кончины своего супруга.  Сильвия скончалась 23 августа 2020 года. Дочь Сьюзен стала болельщицей «Шеффилд Юнайтед», а вот Мартин остался болельщиком «Уэнсдей».
Внук, Дерек Дули-младший, в 2011 году предстал перед судом за то, что вместе с фанатами клуба «Шеффилд Уэнсдей» участвовал в беспорядках, которые те устроили после вылета команды в Лигу 1: он взял булыжник и швырнул его на трамвайные рельсы, что попало на камеры наблюдения. Суд приговорил его к штрафу в 775 фунтов и 200 часам обязательных работ, учитывая чистосердечное признание и раскаяние Дули-младшего.
По словам его современников, несмотря на травму, лишившую его возможности продолжать игровую карьеру, Дули никогда не унывал и любил шутить.

## Стиль игры
Во время выступлений рост Дерека Дули составлял около 188 см, а его вес — около 85 кг. Изначально болельщики освистывали его, поскольку Дули не только был неуклюжим и громоздким игроком, не отличавшимся ловкостью, но и отличался грубой и опасной игрой. Однако именно его физическая сила позволяла ему выигрывать верховую борьбу, наносить удары почти с любого угла (в том числе коронный удар с правой ноги) и выигрывать единоборства даже в безвыходной ситуации. Позже болельщики перестали его освистывать, аплодируя ему за игру и скандируя «Дули, Дули там!» (англ. Dooley, Dooley's there) на мотив песни «My Truly, Truly Fair» Гая Митчелла.

## Смерть
5 марта 2008 года Дули скончался в своём доме в Нортоне после продолжительной болезни. На следующий день клубами «Шеффилд Уэнсдей» и «Шеффилд Юнайтед» были открыты официальные книги соболезнований по случаю кончины их кумира, а «Шеффилд Юнайтед» объявил о том, что новая футбольная академия получит имя Дерека Дули. 7 марта клуб болельщиков «Блейдс» объявил о сборе средств на установку памятника Дули около Южной трибуны стадиона «Брэмолл Лейн». Матчи «Шеффилд Уэнсдей» против «Куинз Парк Рейнджерс» и матч «Барнсли» против «Челси» (четвертьфинал Кубка Англии) 8 марта начались с минуты молчания в память о Дереке Дули.
14 марта в Шеффилдском соборе прошло отпевание Дерека Дули: около собора находились тысячи фанатов футбольных клубов «Шеффилд Уэнсдей» и «Шеффилд Юнайтед», слушавшие мемориальную службу благодаря динамикам. На отпевании присутствовали известный футболист сэр Бобби Чарльтон и крикетный судья Дики Бёрд. Бывшие тренеры «Шеффилд Юнайтед» Нил Уорнок и Дейв Бассетт выступили с речами в память о Дули. Кортеж с гробом, охраняемый полицией на мотоциклах, затем отправился к городскому крематорию, где прошла частная поминальная служба.

## Память
8 апреля 2008 года на стадионе «Брэмолл Лейн» дерби между клубами «Шеффилд Юнайтед» и «Шеффилд Уэнсдей», которое болельщики прозвали «Дерби Дули» (англ. Dooley's Derby), началось с минуты аплодисментов с трибун в память о Дереке Дули.
В 2008 году совет Шеффилда переименовал один из участков Шеффилдской внутренней кольцевой дороги в честь Дерека Дули (англ. Derek Dooley Way), что поддержала жена Дерека Сильвия. В 2010 году у стадиона «Брэмолл Лейн» был установлен памятник Дереку Дули.